# Kevin Guthrie
Kevin Guthrie (ur. 21 marca 1988 w Neilston) – szkocki aktor.

## Kariera
Urodził się w Neilston, East Renfrewshire 21 marca 1988 roku. Jest absolwentem Royal Scottish Academy of Music & Drama w Glasgow. W 2001 wystąpił w roli Dillona w brytyjskim serialu Terri McIntyre. W 2013 wystąpił w brytyjskim filmie muzycznym Sunshine on Leith w reżyserii Dextera Fletchera. W 2016 David Yates powierzył mu rolę pana Abernathy'ego w nagrodzonych Oscarem Fantastycznych zwierzętach i jak je znaleźć. W 2016 wcielił się również w rolę George'a w komedii Whisky Galore wyreżyserowanej przez Petera McDougallego. W 2017 zagrał Górala w Dunkierce (reż. Christopher Nolan) oraz Jonny'ego w filmie Edie (reż. Simon Hunter). W 2018 wystąpił w Fantastycznych zwierzętach: Zbrodni Grindelwalda w reżyserii Davida Yatesa.

## Wybrana filmografia
- 2020: Angielska Gra
- 2018: Terror
- 2017: Dunkierka
- 2016: Whisky Galore
- 2015: Sunset Song
- 2014: Mountain Goats
- 2013: Sushine of Leith
- 2012: Bez wytchnienia
- 2011: The Field of Blood[7]